# 前270年
| 千纪： | 前1千纪 |
| 世纪： | 前4世纪 \| 前3世纪 \| 前2世纪 |
| 年代： | 前300年代 \| 前290年代 \| 前280年代 \| 前270年代 \| 前260年代 \| 前250年代 \| 前240年代                                                         |
| 年份： | 前275年 \| 前274年 \| 前273年 \| 前272年 \| 前271年 \| 前270年 \| 前269年 \| 前268年 \| 前267年 \| 前266年 \| 前265年                           |
| 纪年： | 周赧王四十五年 魯頃公十年 齊襄王十四年 趙惠文王二十九年 魏安僖王七年 韓桓惠王三年 秦昭襄王三十七年 楚頃襄王二十九年 衛懷君二十三年 燕武成王二年 |

## 大事记
- 秦攻趙，圍閼與。趙惠文王以趙奢為大將，大敗秦軍，奢被封為馬服君。
- 秦魏冉言客卿灶於秦昭襄王，使伐齊，取剛、壽以廣其陶邑。
- 魏人范雎说秦昭襄王遠交近攻。

## 逝世
- 阿爾西諾伊二世（前316–前270年），色雷斯王后，埃及王后。